# Rue Las-Cases
La rue Las Cases est une voie située dans le quartier des Invalides du 7e arrondissement de Paris.

## Situation et accès

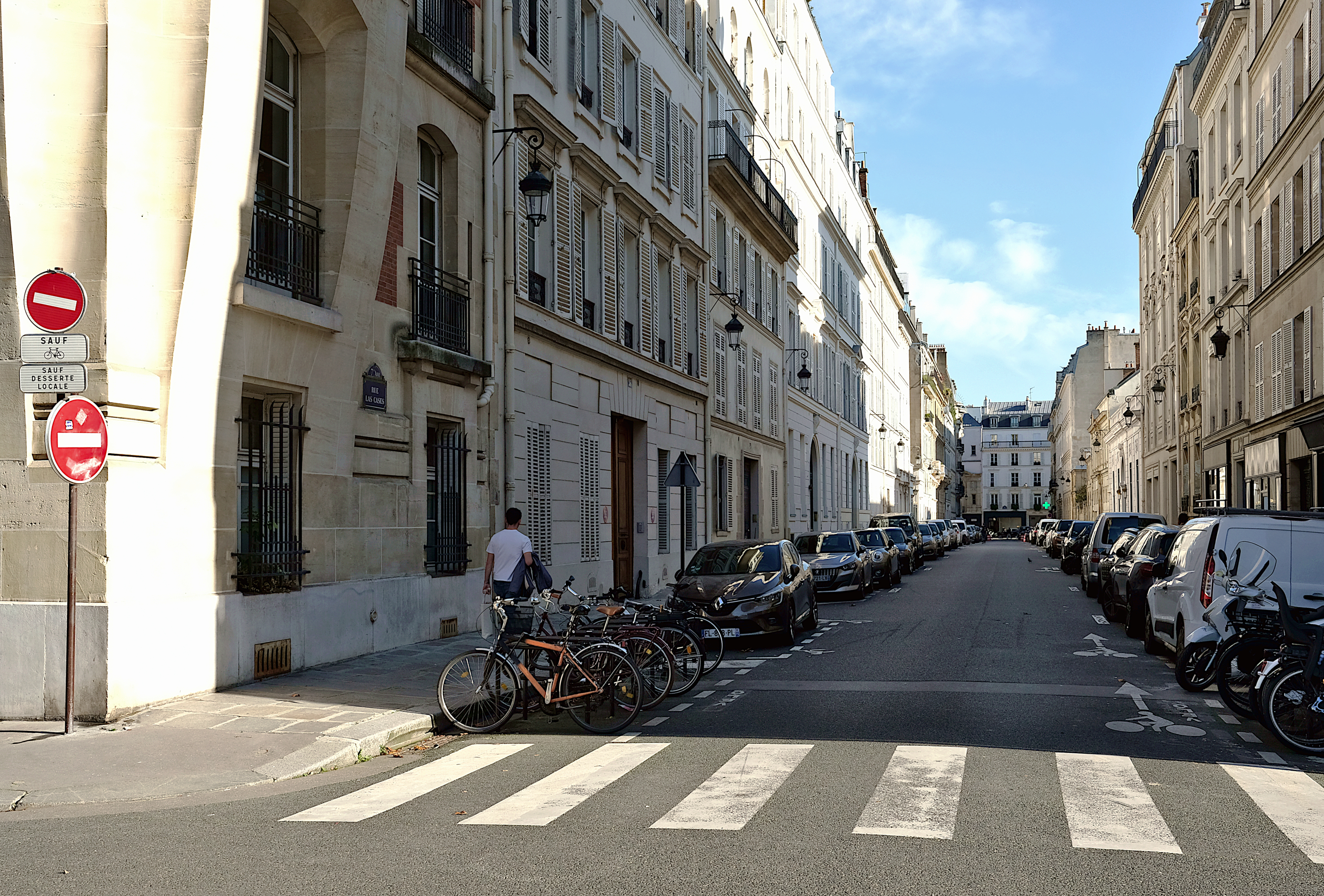
La rue Las-Cases vue de la rue Casimir-Périer.

Longue de 350 mètres, elle commence au 38, rue de Bellechasse et se termine au 7, rue de Bourgogne.
Le quartier est desservi par la ligne 12 à la station Solférino.
En 2022, le prix du m2 dans la rue se situe dans une fourchette comprise entre 11 811 € et 18 963 €, avec un prix moyen de 14 767 €.

## Origine du nom
La voie doit son nom au marquis Emmanuel Augustin Dieudonné Marin Joseph de Las Cases (1766-1842), écrivain et historien français, chambellan de Napoléon Ier, qu'il suivit à Sainte-Hélène.

## Historique
Cette voie a été ouverte, en 1828, sur une partie des terrains dépendant du couvent des religieuses des Dames de Bellechasse, et dont la vente avait été effectuée par le domaine de l'État les 3, 4 et 9 juin de la même année.
Cette voie publique est entièrement exécutée sur une largeur de 13 m. À cette époque, elle se prolongeait comme impasse dans la rue de Martignac. En 1830, elle reçoit le nom de « rue Las-Cases ».
La rue est prolongée, par un décret du 4 juillet 1855, par l'ouverture de la partie située entre les rues Casimir-Périer et de Bourgogne.
Le 11 mars 1918, durant la Première Guerre mondiale, le no 9 rue Las-Cases est touché lors d'un raid effectué par des avions allemands.

## Bâtiments remarquables et lieux de mémoire
La rue Las Cases jouxte la basilique Sainte-Clotilde.
- No 5 : Musée social.
- No 9 : en 1878, hôtel de l’ambassade d’Autriche-Hongrie[4]. L’historien et homme politique Joseph d'Haussonville (1809-1884) y a vécu et y est mort[5].
- No 11 : le général Louis Juchault de Lamoricière (1806-1865), opposant de Louis Napoléon Bonaparte, y est arrêté lors du coup d’État du 2 décembre 1851. Il y « habitait seul dans un modeste appartement »[6].
- No 13 : on y trouve dans les années 1960 l’ambassade d’Australie[7]. En 2021 est vendue à cette adresse une maison de 32 pièces et de 1300 m2 pour plus de 40 millions d’euros[8].
- No 14 : hôtel de Parieu. Demeure du peintre Bernard Boutet de Monvel de l'entre-deux-guerres à sa mort en 1949, puis de sa veuve (jusqu'en 1974) et de leur fille (jusqu'en 2015)[9].
- No 22 : l'artiste et ferronnier d'art Raymond Subes y vécut ; une plaque lui rend hommage.
- No 22 : Louis Canet y vécut[10].
- No 29 : chapelle de Jésus-Enfant.

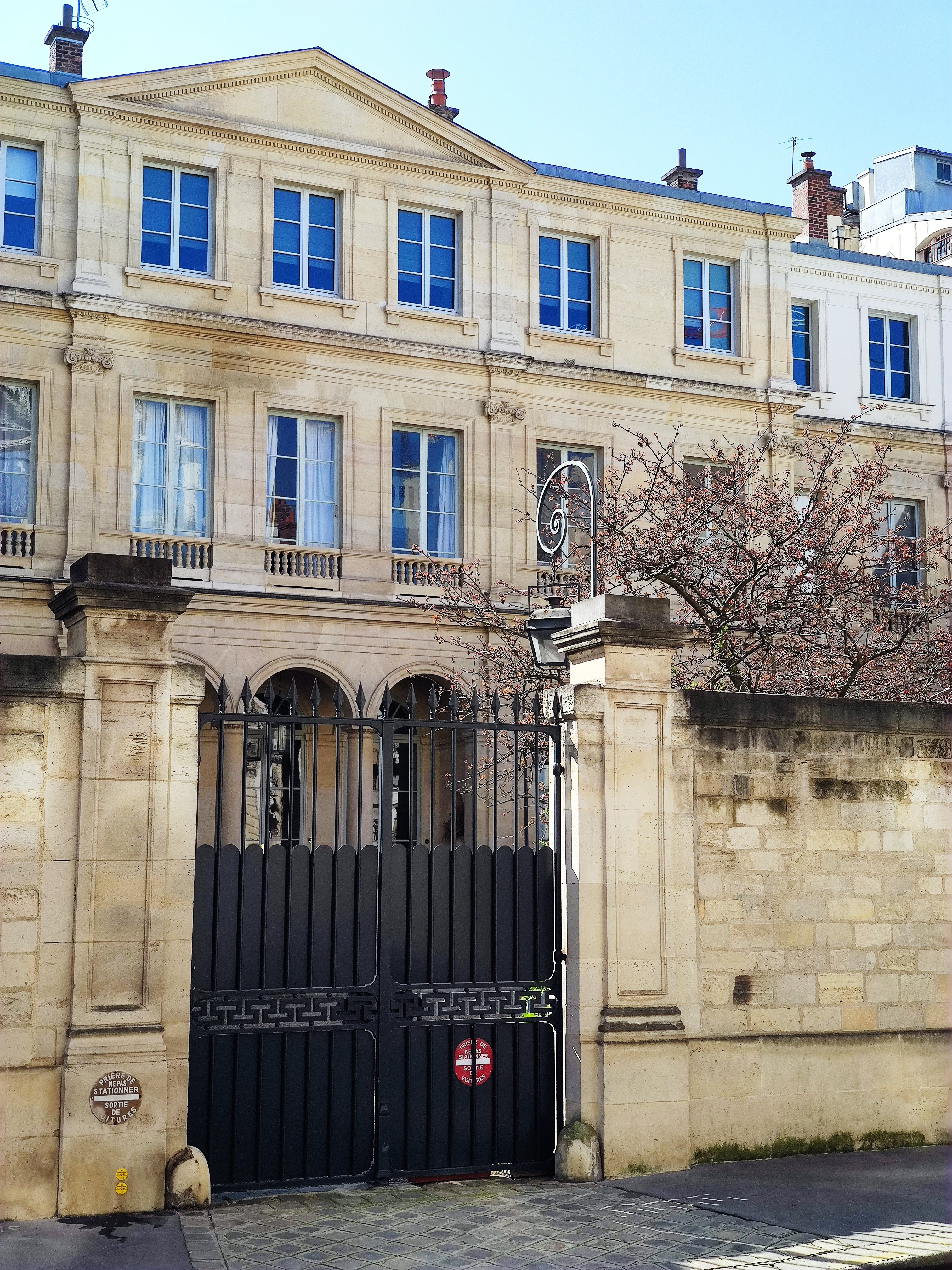
No 9.
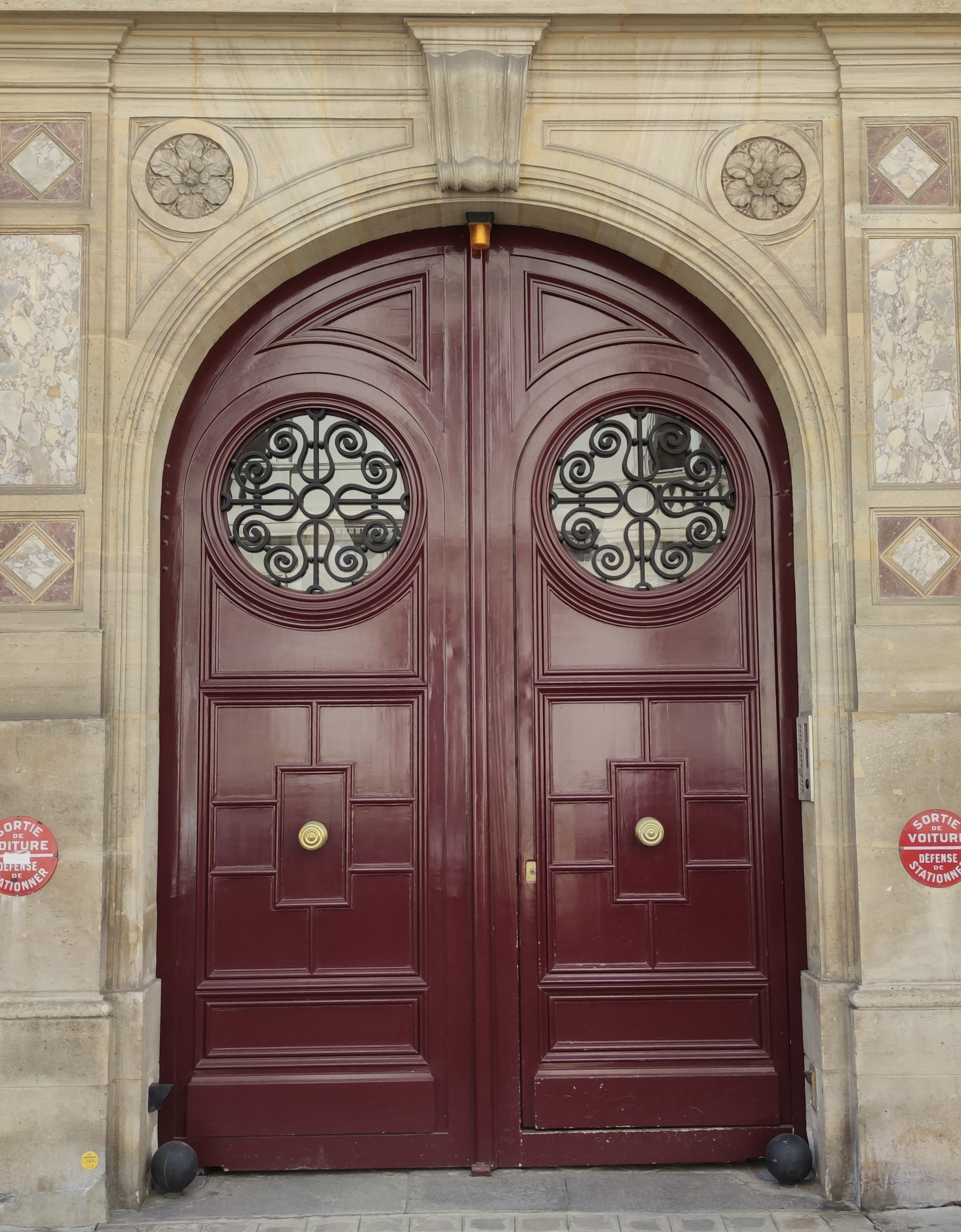
No 11 : porte.
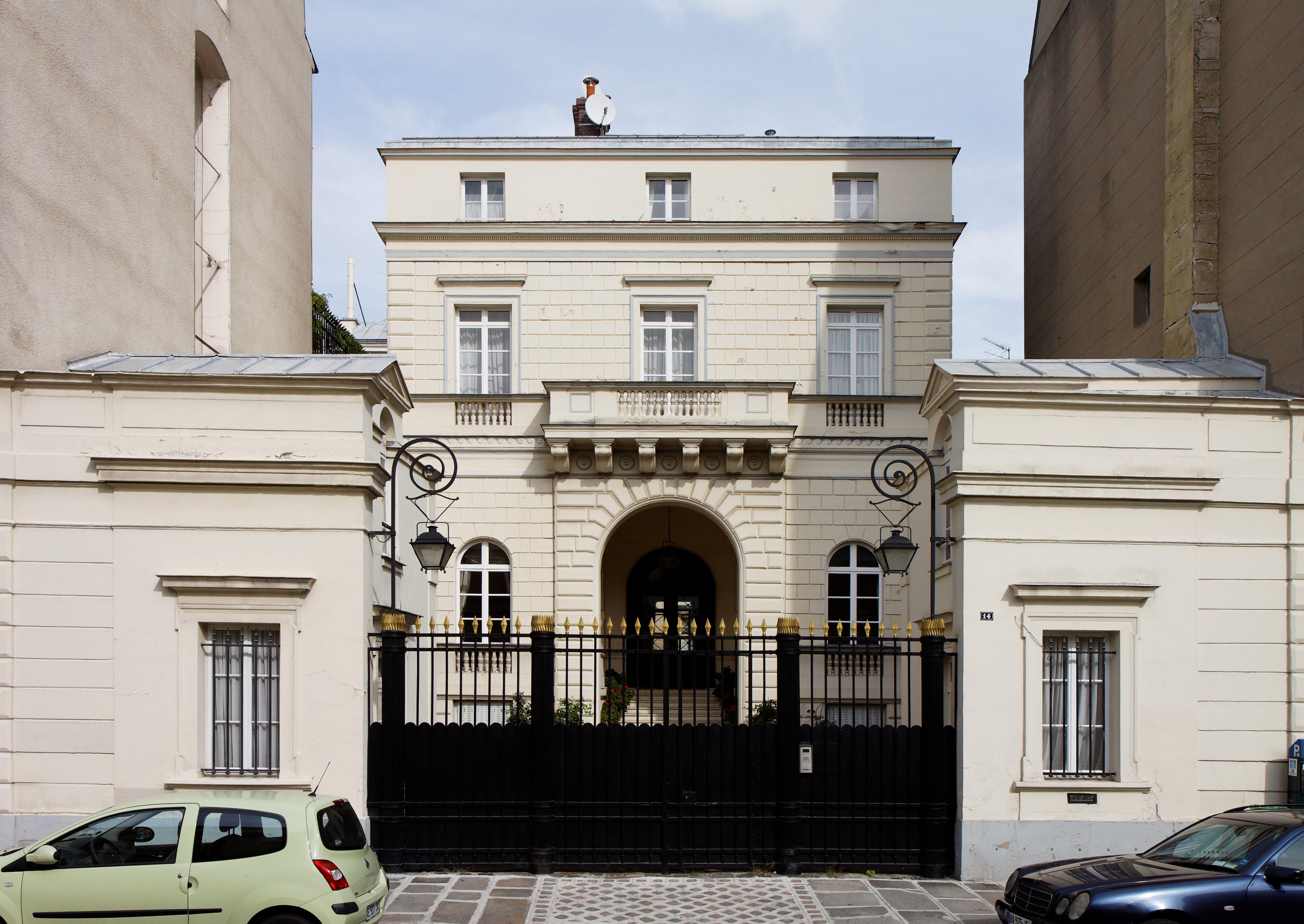
No 14.
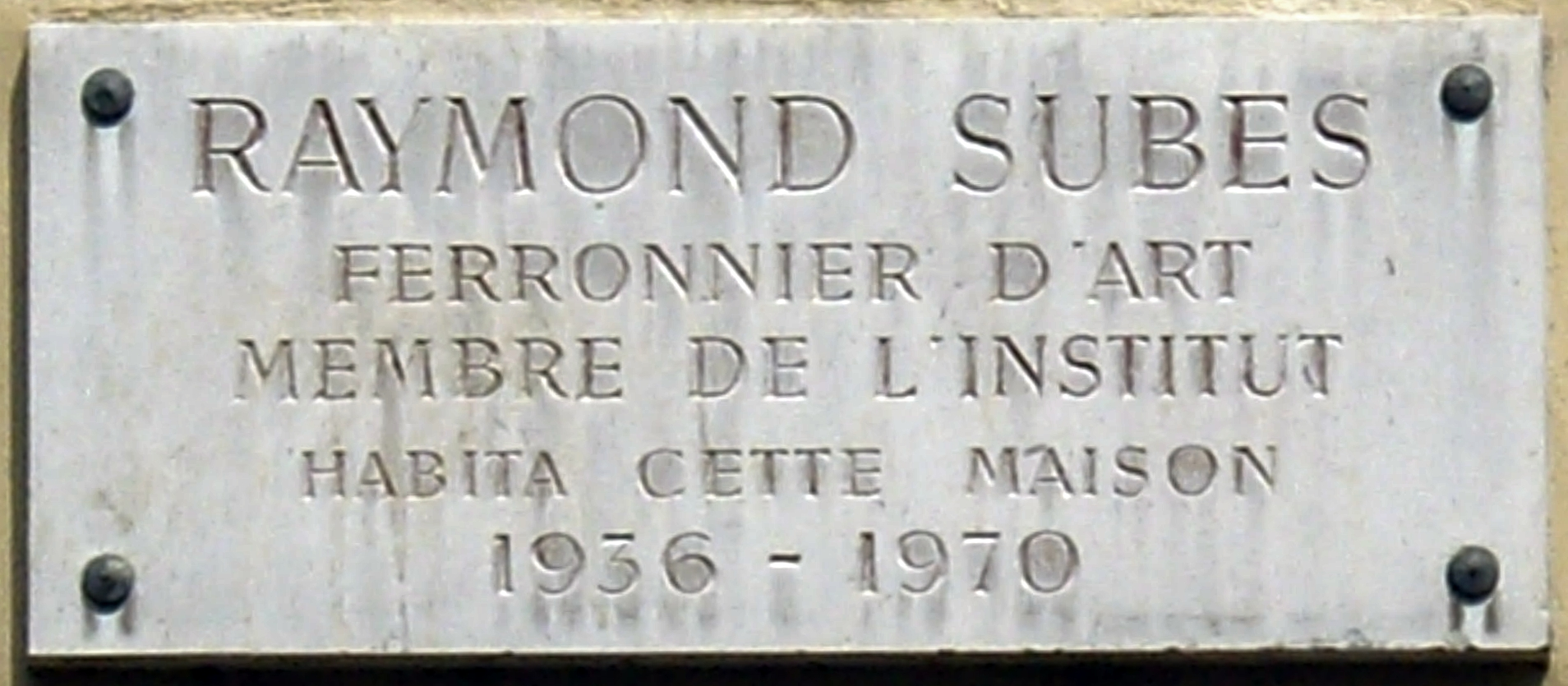
Plaque au no 22.
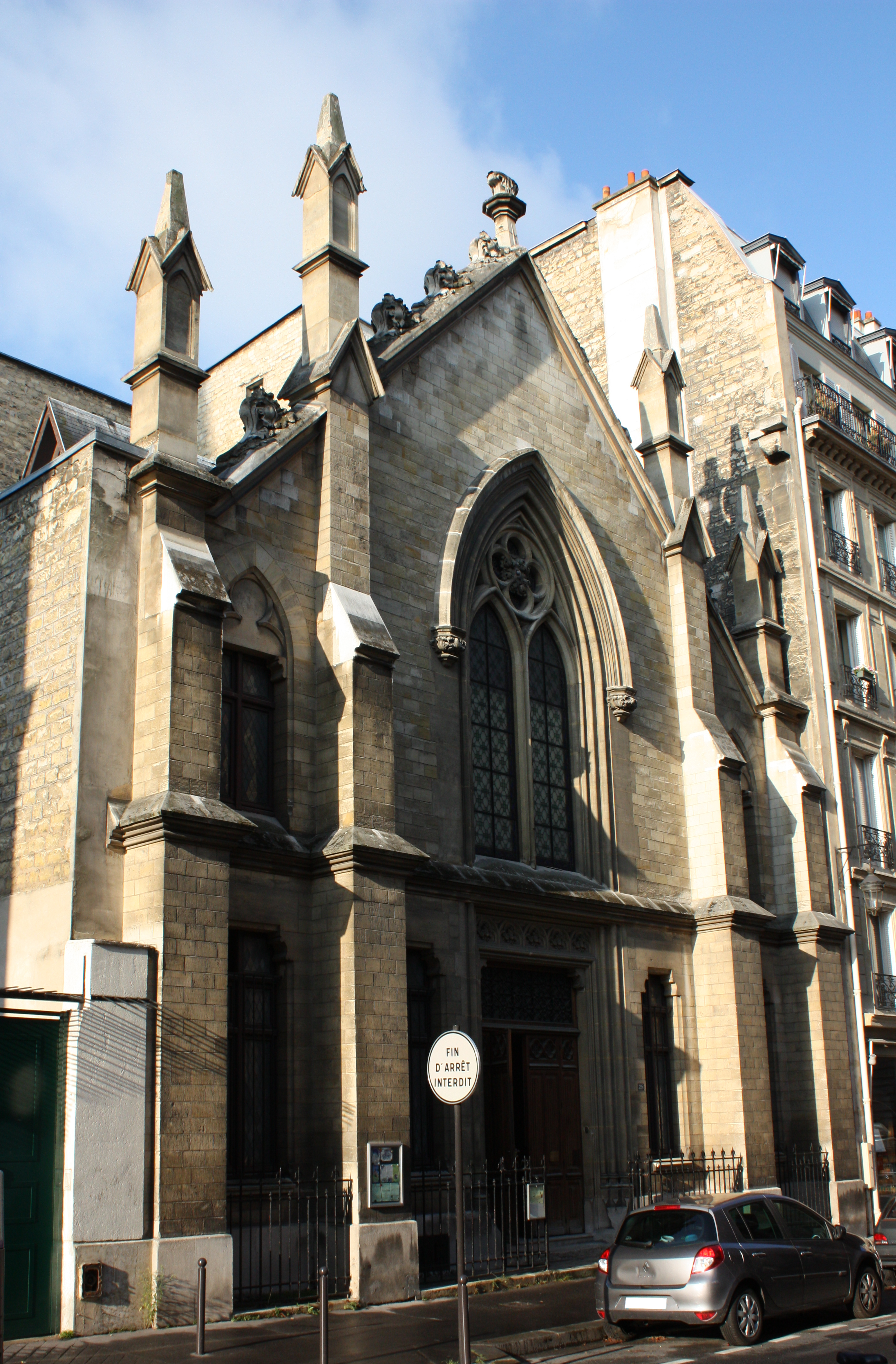
No 29.